# Intento de golpe de Estado en El Salvador de 1972
El Intento de golpe de Estado en El Salvador de 1972 ocurrió del 25 al 26 de marzo de 1972 cuando un grupo de jóvenes militares intentaron a derrocar al gobierno del General Fidel Sánchez Hernández, y impedir la presidencia de Arturo Armando Molina, y proclamar a José Napoleón Duarte como Presidente de El Salvador. El golpe fue reprimido y sus líderes fueron exiliados del país.

## Antecedentes
Las elecciones presidenciales salvadoreñas de 1972 estaban programadas para el 20 de febrero de 1972. El Gobernante del Partido de Concertación Nacional (PCN) seleccionó al Coronel Arturo Armando Molina como su candidato para las Elecciones mientras que la Unión Nacional Opositora (UNO), coalición del Partido Demócrata Cristiano, el Movimiento Nacional Revolucionario y la Unión Nacionalista Democrática, seleccionó a José Napoleón Duarte como su candidato.
La elección de 1972 se comparó con la elección presidencial chilena de 1970, donde el candidato socialista Salvador Allende fue elegido presidente de Chile. La dictadura militar gobernante estaba preocupada por la influencia del Partido Comunista de El Salvador (PCES) y la Iglesia Católica en la política nacional y creían que Duarte y otros miembros de la UNO tenían simpatías comunistas. 
En el  día de las Elecciones, el PCN esperaba ganar las elecciones, pero Duarte tuvo un desempeño superior en San Salvador y compensó el bastión rural del PCN. Los observadores electorales afirmaron que el conteo final de votos fue cuente 327,000 votos para Duarte y 318,000 votos para Molina. El gobierno suspendió los resultados de la elección e instruyó a la Asamblea Legislativa para elegir al Presidente. El PCN obtuvo una abrumadora mayoría en la Asamblea Legislativa y eligió a Molina como presidente el 25 de febrero, cancelando efectivamente la elección.

## El Golpe
La Juventud Militar de El Salvador no aprobó el resultado de la elección e intentó revertir la decisión de la Asamblea Legislativa. En la mañana del 25 de marzo, el Coronel Benjamin Mejía declaró que la Juventud Militar se rebeló, incluido el Regimiento de Artillería y los cuarteles de San Carlos y El Zapote, y anunció la constitución de la Junta Revolucionaria. La Junta Revolucionaria pretendía instalar a Duarte como Presidente de El Salvador, deponiendo al actual Presidente Fidel Sánchez Hernández cuyo mandato expiraría el 1 de julio. Sánchez Hernández fue tomado como rehén por la Juventud Militar, pero no lograron reunir el apoyo del resto de las Fuerzas Armadas de El Salvador. La Fuerza Aérea Salvadoreña comenzó a bombardear la capital y las posiciones rebeldes, y aunque hubo algunos manifestantes a favor de los rebeldes, hubo más protestas a favor del gobierno. Duarte hizo una transmisión de radio al mediodía llamando a los civiles a evacuar San Salvador, pero su transmisión no logró provocar una reacción de los ciudadanos. Duarte buscó refugio en la embajada de Venezuela en San Salvador pero finalmente fue capturado por la [Agencia de Seguridad Nacional de El Salvador (ANSESAL) luego de que allanaran la embajada. El golpe fracasó al día siguiente. 

## Consecuencias
Después del golpe, Duarte fue torturado y exiliado a Guatemala, y luego a Venezuela. Mejía fue exiliado y posteriormente asesinado en 1981 por las fuerzas de la Junta Revolucionaria de Gobierno. Molina asumió el cargo el 1 de julio y gobernó hasta 1977 cuando fue sucedido por Carlos Humberto Romero.